# Мемфис (Тенеси)
Мемфис (енгл. Memphis) је други највећи град у америчкој савезној држави Тенеси. Број становника по попису из 2020. био је 633.104.

## Демографија
По попису из 2010. године број становника је 646.889, што је 3.211 (-0,5%) становника мање него 2000. године.
|                   | 2010.            | 2000.            |
| Укупно            | 646 889 (100,0%) | 650 100 (100,0%) |
| Афроамериканци    | 409 687 (63,33%) | 399 208 (61,41%) |
| Белци             | 177 735 (27,48%) | 216 174 (33,25%) |
| Хиспаноамериканци | 41 994 (6,492%)  | 19 317 (2,971%)  |
| Азијати           | 10 146 (1,568%)  | 9 482 (1,459%)   |
| Остали            | 7 327 (1,133%)   | 5 919 (0,910%)   |

## Партнерски градови
- Варна
- Mazkeret Batya
- Kanifing District
- Kaolack